# Sistema de ligas de hockey patines de España
Las principales ligas de Hockey sobre patines son la OK Liga y la OK Liga Femenina, mientras que en el Hockey sobre patines en línea están la Liga Élite de hockey línea y la Liga Élite Femenina de hockey línea. Estas ligas nacionales corren a cargo de la Real Federación Española de Patinaje.

## Hockey sobre patines

### Masculino
No fue hasta la temporada 1969-70 cuando se implantó un auténtico sistema nacional de ligas en España que ocupaba la temporada completa de los clubes. Un primer nivel denominado División de Honor (desde 2002 Ok Liga). Un segundo nivel denominado Primera División (desde 2018 OK Liga Plata). Finalmente un tercer nivel denominado Segunda División
A partir del cuarto nivel cada federación territorial organizaba las denominadas categorías regionales (actualmente denominadas autonómicas) en función de la cantidad de clubes federados.
El sistema actual es:
| Nivel | Competición | Temporada actual       |
| ----- | --- | ---------------------- |
| 1     | OK Liga 14 equipos, 1 grupo Descienden 3 equipos | OK Liga 2023-24        |
| 2     | OK Liga Plata 24 equipos, 2 grupos Ascienden 3 equipos Descienden 6 equipos | OK Liga Plata 2024-25  |
| 3     | OK Liga Bronce / Lliga Nacional Catalana 28 equipos, 2 grupos / 16 equipos, 1 grupo Ascienden 3 equipos / 1 equipo Descien̟den 4 equipos / 3 equipos | OK Liga Bronce 2023-24 |
| 4     | Primera Categoría autonómica - Primera catalanaː 18 equipos, 1 grupo - Liga Senior de Galiciaː 12 equipos, 1 grupo - Liga Senior de Asturiasː 7 equipos, 1 grupo - Liga Norteː 11 equipos, 1 grupo - Primera Autonómica de Madridː 8 equipos, 1 grupo - Lliga Valenciana Seniorː 8 equipos, 1 grupo - Campeonato de Andalucía Seniorː 5 equipos, 1 grupo | -                      |
| 5     | Segunda categoría autonómica - Segona catalanaː 48 equipos, 3 grupos - Segunda Autonómica de Madridː 8 equipos, 1 grupo - Liga Regional de Castilla y Leónː 4 equipos, 1 grupo | -                      |
| 6     | Tercera categoría autonómica - Tercera catalanaː 64 equipos, 4 grupos | -                      |

### Femenino
Desde la temporada 1992-93 se disputaba el ̪Campeonato de España de hockey sobre patines femenino que enfrentaba en una fase final a los equipos campeones de las diferentes ligas territoriales de España.
La Copa de la Reina de hockey sobre patines se creó en la temporada 2005-06 y en la temporada 2008-09 se puso en marcha la OK Liga Femenina para sustituir al Campeonato de España, aunque sin participación de equipos catalanes, los cuales permanecieron en la Lliga Nacional Catalana, hasta que en la temporada siguiente ya se pudo implantar una liga unificada.
El sistemas de ligas es el siguienteː
| Nivel | Competición | Temporada actual               |
| ----- | --- | ------------------------------ |
| 1     | OK Liga Femenina 14 equipos, 1 grupo Descienden 3 equipos | OK Liga Femenina 2023-24       |
| 2     | OK Liga Plata Femenina / Lliga Nacional Catalana 14 equipos, 1 grupo / 16 equipos, 1 grupo Ascienden 2 equipos / 1 equipo Descienden 3 equipos / 3 equipos                                                                                          | OK Liga Plata Femenina 2023-24 |
| 3     | Primera Categoría autonómica - Primera catalanaː 16 equipos, 1 grupo - Liga Senior de Galiciaː 3 equipos, 1 grupo - Liga Senior de Asturiasː 6 equipos, 1 grupo - Liga Norteː 6 equipos, 1 grupo - Primera Autonómica de Madridː 8 equipos, 1 grupo |                                |
| 4     | Segunda categoría autonómica - Segona catalanaː 17 equipos, 1 grupo - Campeonato Navarro femeninoː 2 equipos, 1 grupo |                                |